# Thomas Berger (Polizeibeamter)

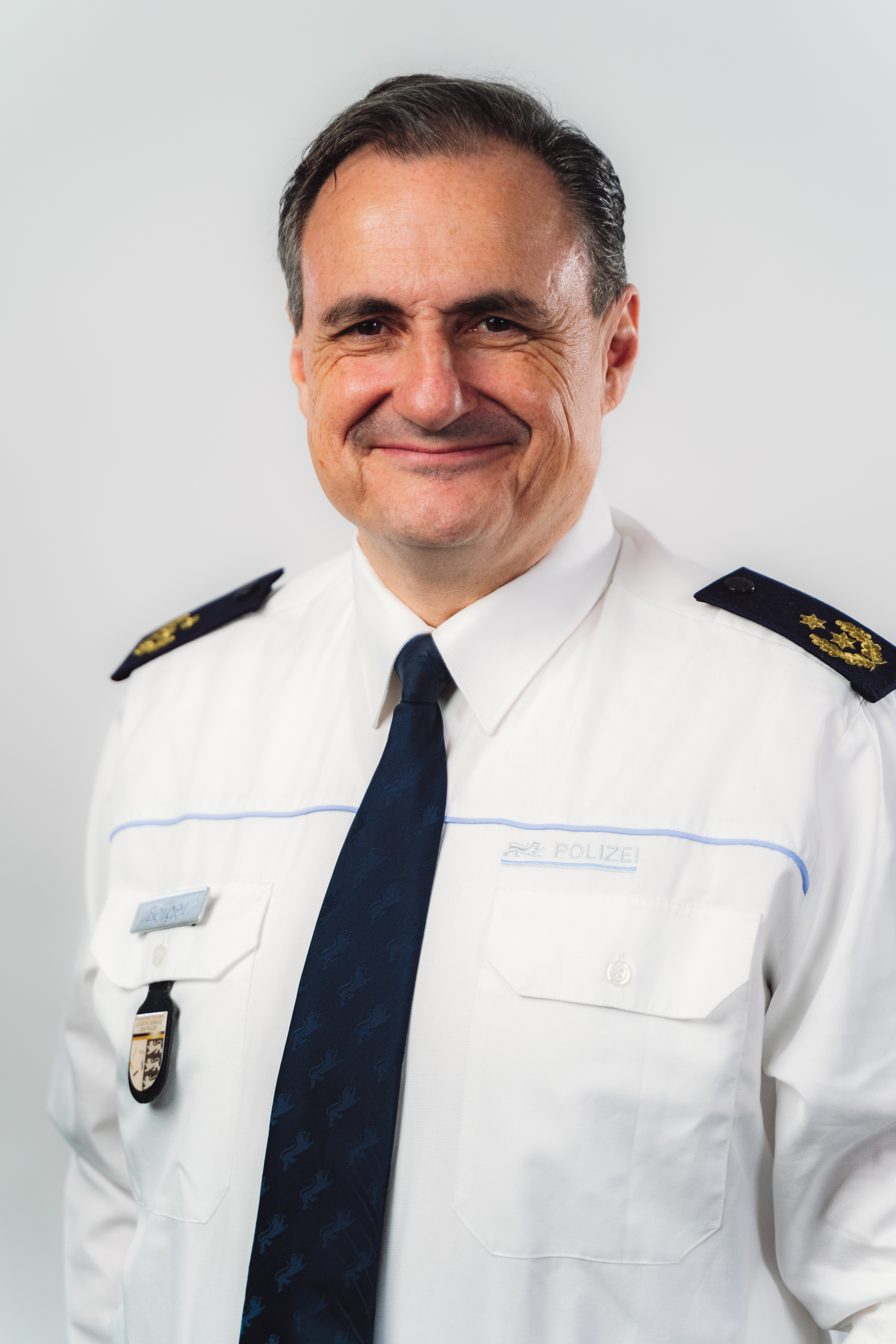
Thomas Berger

Thomas Berger (* 19. Oktober 1971) ist ein deutscher Polizeibeamter und seit Oktober 2020 Präsident des Präsidiums Technik, Logistik, Service der Polizei Baden-Württemberg.

## Beruflicher Werdegang
Thomas Berger trat 1991 in den Polizeidienst des Landes Baden-Württemberg im mittleren Dienst ein. 1998 stieg er in den gehobenen Dienst auf, 2009 in den höheren Dienst als Referent im Lagezentrum des Innenministerium BW. 2011 übernahm Thomas Berger als erster Polizeibeamter die Aufgabe des Leiters der Zentralstelle, ebenfalls beim Innenministerium BW. In dieser Zeit war er maßgeblich an der Umsetzung der großen Polizeistrukturreform in den Jahren 2012 bis 2014 beteiligt. 2016 wechselte er als Vizepräsident zum Polizeipräsidium Einsatz und nahm dort die Aufgabe des Stellvertretenden Leiters der Dienststelle sowie Leiter des Führungs- und Einsatzstabes wahr. Im Jahr 2018 übernahm der die Funktion des Polizeivizepräsidenten in der Landeshauptstadt Stuttgart. Unter anderem leitete er hier eine Vielzahl von polizeilichen Großeinsätzen. Als eine seiner größten beruflichen Herausforderungen bezeichnete er die Übernahme der Einsatzleitung während der Stuttgarter Krawallnacht im Juni 2020. 
Zum 1. Oktober 2020 trat Thomas Berger die Nachfolge von Udo Vogel als Leiter des Präsidiums Technik, Logistik, Service der Polizei an.